# 砂川裕一
砂川 裕一（すなかわ ゆういち、1949年6月 - ）は、日本の哲学者。群馬大学名誉教授。大阪府出身。専門は哲学・比較文化論。

## 来歴・人物
- 1949年6月　大阪府に生まれる。幼少時代のあだ名は『裕ちゃん』。
- 1972年6月　国際基督教大学教養学部自然科学科物理学専攻卒業
- 1979年3月　国際基督教大学大学院比較文化研究科比較文化論専攻博士前期課程修了
- 1986年3月　名古屋大学大学院文学研究科博士後期課程中退
- 1987年4月　群馬大学社会情報学部講師
- 2020年12月 文化庁長官表彰[2]

小学校5年の時、父が買い与えてくれた『魔の衛星カリスト』というSF小説により、不思議な世界を描く文学の世界に心を奪われるようになっていく。「物理を勉強して月に行こう！」という安易な考えで、国際基督教大学教養学部自然科学科に進学した。現在は群馬大学の教授。大きな丸眼鏡がトレードマーク。
専門分野は哲学、比較文化基礎論、言語文化教育論、日本語日本事情教育論。

## 研究テーマ
- 情報・言語・価値の社会文化的特質についての思想史的・社会哲学的基礎研究
- 文化を比較し理解するという行為の哲学的な基礎づけに関わる研究
- 日本語教育と日本研究教育を統括的に扱う日本語日本事情教育の理論的実践的研究

## 著書・論文

### 著書
- 『（共編）21世紀の「日本事情」-日本語教育から文化リテラシーへ-・第3号』　（くろしお出版、2001年）
- 『（共編）21世紀の「日本事情」-日本語教育から文化リテラシーへ-・第4号』　（くろしお出版、2002年）
- 『（共編）21世紀の「日本事情」―日本語教育から文化リテラシーへ―・第5号』（くろしお出版、2003年）
- 『リテラシーズ・1-ことば・文化・社会の言語教育へ-』　（くろしお出版、2005年）
- 『（共編著）国際研究集会「ことば・文化・社会の言語教育」プロシーディング』　（国際研究集会、2005年）
- 『（共編）リテラシーズ・2-ことば・文化・社会の言語教育へ-』　（くろしお出版、2005年）
- 『（共編）リテラシーズ・3-ことば・文化・社会の言語教育へ-』　（くろしお出版、2007年）
- 『変貌する言語教育ー多言語・多文化社会のリテラシーズとは何か』　（くろしお出版、2007年）
- 『スロベニアと群馬の架け橋ー群馬大学社会情報学部とリュブリャーナ大学文学部の交流7年ー」（群馬大学社会情報学部、2007年）
- 『リテラシーズ・4/5-ことば・文化・社会の日本語教育へ-』 （くろしお出版、2009年）

## 所属学会
- 日本現象学・社会科学会
- 日本語教育学会
- 日本社会学理論学会
- European Association for Japanese Studies
- 日本社会情報学会
- 日本科学史学会
- 日本社会思想史学会
- 日本比較文化学会
- 日本語教育連絡会議
- オーストリア日本語教師会